# Insurrection de Janvier de l'arsenal de Kiev
Guerre d'indépendance ukrainienne
L'Insurrection de Janvier de l'Arsenal de Kiev (ukrainien : Січневе повстання Sichneve povstannya), parfois simplement appelé le soulèvement de Janvier ou la rébellion de Janvier, est la révolte armée des travailleurs organisée par les bolcheviks qui a commencé le 29 janvier 1918 à l'usine d'Arsenal à Kiev pendant la guerre soviéto-ukrainienne. Le but du soulèvement était de saboter les élections en cours à l'Assemblée constituante ukrainienne et de soutenir l'avancée de l'Armée rouge.

## Contexte

### Événements de janvier en Russie et en Ukraine
L'élection tant attendue de l'Assemblée constituante de la Rada centrale ukrainienne de 1918 devait avoir lieu le 9 janvier 1918, où les bolcheviks n'ont remporté que 10% du total des voix, mais les élections ont été suspendues en raison de la guerre ukrainienne-soviétique en cours, car pratiquement toute l'Ukraine de la rive gauche était occupée par les forces russes dirigées par Vladimir Antonov-Ovseïenko. Selon la troisième déclaration (universelle), l'Assemblée constituante devait se réunir le 22 janvier, mais cela a été reporté jusqu'à la fin du conflit militaire. Le 19 janvier, le gouvernement soviétique a dissous l'Assemblée constituante russe, tandis que la veille, les forces de sécurité de l'État (Tchéka) avaient ouvert le feu sur une manifestation pacifique en faveur de l'Assemblée constituante. Le 22 janvier, une autre démonstration de paix à Moscou a été dispersée par des coups de feu.

### Précédant les événements révolutionnaires
Les bolcheviks de Kyivan ont décidé de ne plus perdre de temps et prévoyaient une révolte pour soutenir les forces d'invasion soviétiques dans la guerre soviéto-ukrainienne. Ils ont décidé de l'initier une fois l'approche de la ville par les forces soviétiques. C'était une certaine manœuvre pour éloigner certaines des forces militaires ukrainiennes des lignes de front et aider l'Armée rouge à avancer. Les bolcheviks avaient utilisé cette tactique dans d'autres villes ukrainiennes à cette époque de la même manière, comme Katerynoslav (actuel Dnipro), Odessa, Mykolaïv et Yelizavetgrad (actuel Kropyvnytskyï). Le centre de l'émeute a été choisi pour être l'usine d'Arsenal. Pour empêcher toute émeute le 18 janvier, quelques pelotons de cosaques libres confisquent une grande quantité d'armes à l'usine et arrêtent plusieurs militants communistes. Le journal de propagande des bolcheviks de Kiev, Golos Sotsial-Demokrata, a été fermé. Plus tard, il fut décidé de confisquer le minerai de charbon pour fermer complètement l'usine.

### Organisation de la révolte
Le 28 janvier, les bolcheviks lancent une manifestation et décident de résister à de nouveaux développements contre l'usine. Avec l'aide de certains des soldats du régiment Shevchenko qui gardaient l'entrepôt d'armes confisquées plus tôt, ils réussissent à les récupérer à l'usine. Après un bref rassemblement, il est décidé de déclencher immédiatement la révolte, initiés par les chefs des révolutionnaires : Syla Mishchenko (commandant), Oleksandr Horwits, Mykola Kostyuk et Ipolit Fialek. Les bolcheviks de la ville, notamment Yan Gamarnik, Andriy Ivanov, Isaac Kreisberg et d'autres, qui avaient prévu de retarder le soulèvement jusqu'à ce que l'Armée rouge se rapproche de Kiev, n'avaient d'autre choix que de les suivre. Les sièges sociaux de la révolte ont été établis au 47 rue Velyka Vasylkivska. La même nuit du 28 janvier, plusieurs usines, ainsi que des soldats du régiment Bohdaniv, du régiment Shevchenko et du régiment Sahaydachny, ont rejoint les ouvriers d'Arsenal lors du soulèvement de janvier. Le but du soulèvement était d'encercler le bâtiment de la Rada centrale (aujourd'hui le musée pédagogique) puis de forcer les membres de la Rada à démissionner. En cours de route, ils ont été rejoints par d'autres Gardes rouges de Podil et Shulyavka, dirigés par Arkadiy Dzedzievski, Makola Patlakh et Vasyl Bozhenko à Demiivka.

## Forces opposées

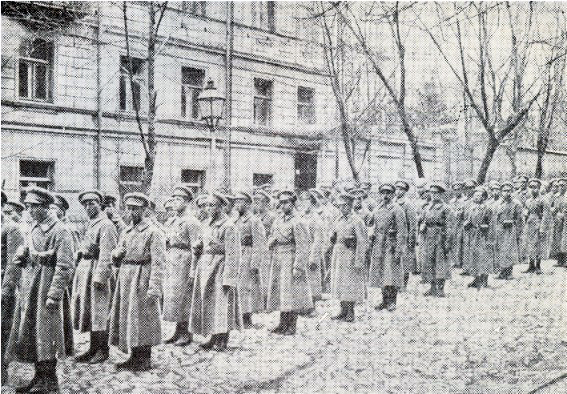
Sich en armes.

### Bolcheviques
- 1er bataillon (kurin) du régiment Sahaidachny (Syla Mishchenko)
- Plusieurs unités du bataillon Bohdaniv (kurin) (Kysel)
- Unités du régiment Chevtchenko (adjudant A. Port)
- Unités des Gardes rouges de l'usine d'Arsenal
- Unités des Gardes rouges de l'usine d'artillerie Demiivka (Vasyl Bozhenko)

### Rada centrale
- Bataillon de tirailleurs du Sitch (kurin) (Yevhen Konovalets)
  - 2e peloton (sotnia) - 200 soldats
  - Peloton de mitrailleuses (sotnia) - 150 soldats
  - Peloton de réserve (sotnia) - 100 soldats
  - Batterie d'artillerie - 12 canons
- Unités cosaques libres
- Brigade Haidamaka de Sloboda Ukraine (kish) (Symon Petlyura)
  - Bataillon Haidamaka noir (kurin)
  - Bataillon rouge de Haidamaka (kurin), également connu sous le nom de 3e régiment de Haidamaka (Omelian Volokh)
  - 1er peloton (du bataillon Sitch) - 200 soldats
- Régiment Hordiyenko (Vsevolod Petriv)
- Quelques trains blindés

## La révolte

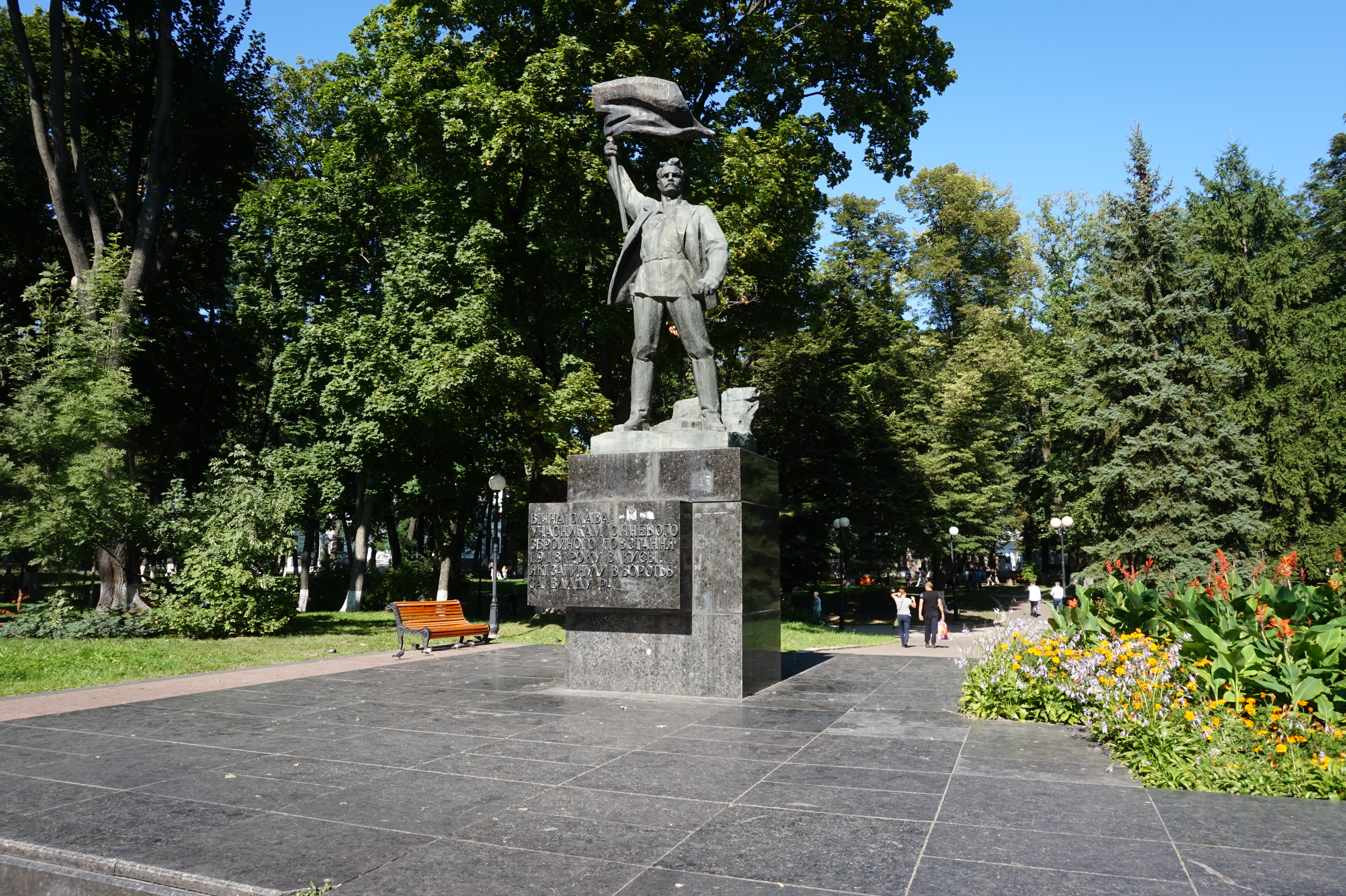
Monument dans le Parc Mariinskyi qui est classé.

Le matin du 29 janvier, le représentant du conseil des députés ouvriers et soldats de Kiev remet un ultimatum à la Rada centrale pour qu'elle se rende. En retour, la Rada demande la capitulation immédiate des révolutionnaires et, le soir, la ville est en proie à une série d'escarmouches. Les forces principales des mutins étaient concentrées autour de l'usine, bien que quelques centres séparés existaient dans le quartier de Shuliavka (basé sur la République de Shuliavka récemment liquidée), Demiivka et Podil. Les révolutionnaires ont remporté la gare ferroviaire de fret Kiev-Tovarniy et se déplaçaient vers le centre de la ville à travers Krechtchatyk. Les activités les plus dangereuses ont éclaté à Podil, lorsque les mutins ont réussi à prendre le commissariat de police de Starokiev et l'hôtel Prague (aujourd'hui 36 rue Volodymyr), qui se trouvaient à proximité du bâtiment de la Rada centrale. Le lendemain, le 30 janvier, toute la ville est paralysée et s'est mise en grève, arrêtant les services publics et les transports de la ville. La Rada n'avait aucune influence sur la plupart des unités militaires, dont beaucoup ont décidé de ne pas s'immiscer. Le gouvernement ukrainien a été soutenu seulement par les pelotons séparés du régiment Bohdaniv, le régiment Polubotko, le régiment Bohun, un kurin de fusiliers Sitch et les cosaques libres.

## Assaut de l'Arsenal

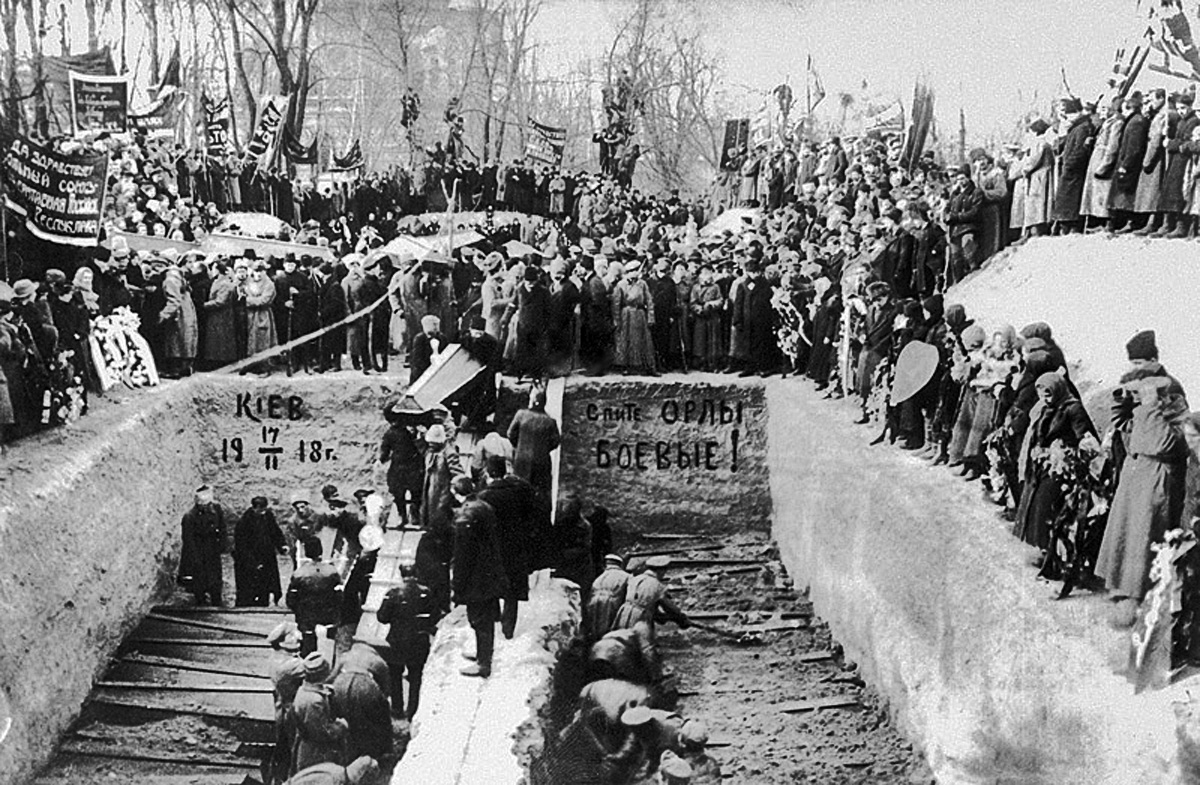
Enterrement, légende à gauche : Kiev 1918.

Le 1er février, la Rada annonce avoir le plein contrôle de la ville et demande aux travailleurs de mettre fin à la grève, celle-ci nuisant à la population civile. Elle promet également de proposer plusieurs réformes socio-économiques dans un avenir immédiat. Le lendemain, le Sloboda Ukraine Kish (Haidamaky) de Symon Petlioura est entré dans la ville, se retirant des attaques du colonel Mouraviov. Le régiment Hordiyenko de Vsevolod Petriv est également amené dans la ville depuis le front nord. Le 2 février, la majeure partie de la révolte est étouffé à l'exception de son centre principal — l'usine d'Arsenal. Le matin du 4 février, les forces de Petlioura occupent l'usine après un assaut sanglant qui coûte la vie à plusieurs soldats kish et ouvriers d'Arsenal. Plus tard, les Soviétiques prétendront que les forces de Petlioura ont tué 300 des défenseurs de l'Arsenal dans la cour de l'usine.
Par la suite, la résistance de Petlioura est considérablement affaiblie contre les bolcheviks assiégeants, qui sont entrés dans la ville le 4 février (occupant le quartier de Darnytsia) et capturé la ville le 7 février (bien que des combats sporadiques se poursuivront plusieurs jours après).

## Héritage

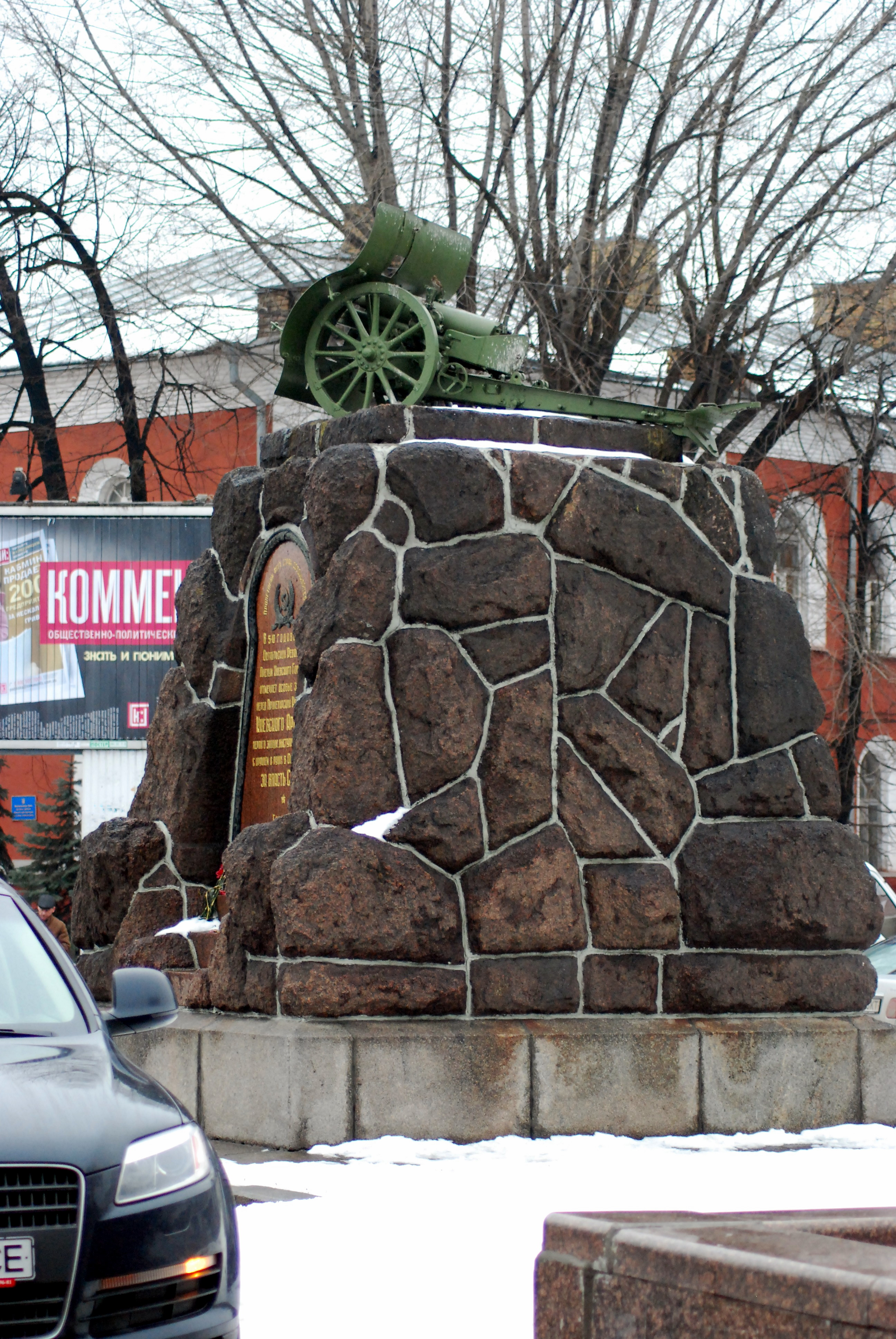
Monument du soulèvement de l'Arsenal devant la station de métro Arsenalna, avant qu'il ne soit modifié par des militants en juin 2019.

Cet événement est généralement considéré comme « motivé par la classe » par les historiens, à l'instar d'autres mouvements ouvriers de Russie à l'époque.
Pour commémorer l'événement, le mur défensif historique de l'usine Arsenal portant les traces des bombardements a été conservé par les autorités soviétiques dans la rue Moscou de la ville (près de la station de métro Arsenalna). La rue voisine nommée pour l'événement à l'époque soviétique a porté ce nom (rue de l'insurrection de Janvier) jusqu'en 2007.
Le soulèvement est le sujet d'Arsenal (1929), un film de guerre soviétique du réalisateur ukrainien Alexandre Dovjenko.